# ‘En Lavan
‘En Lavan (hebreiska: עין לבן) är en källa i Israel.   Den ligger i distriktet Jerusalem, i den centrala delen av landet. ‘En Lavan ligger 608 meter över havet.
Terrängen runt ‘En Lavan är huvudsakligen kuperad, men åt nordost är den platt. ‘En Lavan ligger nere i en dal. Runt ‘En Lavan är det tätbefolkat, med 286 invånare per kvadratkilometer. Närmaste större samhälle är Jerusalem, 5,8 km öster om ‘En Lavan. Omgivningarna runt ‘En Lavan är i huvudsak ett öppet busklandskap.